# 郯
郯（たん）は、春秋時代の小型諸侯国。

## 歴史
春秋時代、郯の国君は魯の国君に2回朝拝した。戦国時代の紀元前414年に越によって郯は滅亡した。

## 関連する記録
1. 郯の国君の爵位は子爵、姓氏は己姓（中国語版）。
2. 郯の首都は郯城で「碌碡城」としても知られている。当時の君主郯子が外侵への防御のために、城壁を修理するとき、巫術の信仰により、何千もの数の碌碡（らくごく、田畑の土をならすのに用いる）を埋められたことから、郯城の別名となった。
3. 郯の祖先は東夷の少昊。
4. 郯は小国で、歴史的な記録がないため、その境界を確認することはできない。しかし、郯は強国であった。北は瑯琊、南は江辺、東は黄海、西は徐州に接していたと言われる。
5. 春秋時代、郯の周辺国家の領域は：
  1. 鄟国 - 郯城県泉源郷沭河東、臨沭県石門鎮、東海県温泉鎮部分村荘。
  2. 祝其国（中国語版） - 贛楡区、東海県、海州区部分村荘。
  3. 莒国（中国語版） - 莒南県、臨沭県、贛楡区、莒県、沂水県部分村荘。
  4. 向国（中国語版） - 莒南県大店鎮西南、蘭山区、河東区、臨沭県部分村荘。
  5. 鄅国 - 蘭山区、羅荘区、蘭陵県、沂南県部分村荘。
  6. 魯国 - 曲阜市、平邑県、蒙陰県、費県部分村荘。
  7. 鄫国（中国語版） - 蘭陵県向城鎮西南、蘭陵県大部分、棗荘市、郯城県沂河西部分村荘。
  8. 邳国 - 邳州市大部分、郯城県重坊鎮部分村荘。
  9. 鍾吾国（中国語版） - 新沂市大部分、郯城県楊集鎮部分村荘。
6. 郯の首都の遺跡は郯城県の北にあり、敷地の東壁と南壁は平地となり、西と北の壁は部分的に保存されている。壁の底面の幅は40メートル、上部の幅は15メートル、残りの壁の高さは4メートル。周長は4670メートルで、そのうち西と北の壁は1260メートル、東の壁は1370メートル、南の壁は780メートル。
7. 郯子が植えた古代のイチョウの木は、樹齢3000年で生きており、高さは41.9メートル、胸囲は8メートル、直径は2.6メートル、樹冠根系の面積は56畝。現在の繁栄している（画像→）。
8. 孔子はかつて弟子たちを連れて郯に行き郯子に会い、虚心に教えを求めた。これが孔子師郯子の由来である。
9. 紀元前341年の斉と魏の馬陵の戦いは郯城の附近で発生した。

## 歴代君主
- 郯子
- 郯子鴣（? - 紀元前413年）

## 記載
- 『春秋左氏伝』昭公十七年：郯子来朝，公与之宴。昭子（叔孫婼）問焉，曰：「少皞氏鳥命官，何故也？」郯子曰：「吾祖，我知之。…我高祖少皞摯之立也，鳳鳥適至，故紀于鳥，為鳥師而鳥名：鳳鳥氏，暦正也；玄鳥氏，司分者也；伯趙氏，司至者也；青鳥氏，司啓者也；丹鳥氏，司閉者也。祝鳩氏，司徒也；鴡鳩氏，司馬也；鳲鳩氏，司空也；爽鳩氏，司寇也；鶻鳩氏，司事也。五鳩，鳩民者也。五雉為五工正，得器用，正度量，夷民者也。九扈為九農正，扈民无淫者也。」